# Amazing Grace (film)
Amazing Grace is een film uit 2006 van Michael Apted over de afschaffing van de slavernij in het Britse rijk aan het einde van de achttiende eeuw. 
De titel verwijst naar de hymne Amazing Grace.

## Verhaal
De achttiende-eeuwse politicus William Wilberforce raakt als jongeman in de ban van predikant John Newton, die achtervolgd wordt door zijn verleden als kapitein van een slavenboot. Newton spoort Wilberforce aan om zijn leven te wijden aan de afschaffing van de slavernij. Maar de politiek lijkt niet klaar voor zijn boodschap. Na enkele jaren strijd keert Wilberforce ziek en gedesillusioneerd terug naar het platteland, waar hij kennismaakt met de beeldschone Barbara. Door zijn liefde voor haar vindt hij nieuwe kracht om zijn strijd voort te zetten.

## Rolverdeling
- Ioan Gruffud: William Wilberforce
- Albert Finney: John Newton
- Romola Garai: Barbara
- Benedict Cumberbatch: William Pitt de Jongere
- Rufus Sewell: Thomas Clarkson
- Michael Gambon: Charles James Fox
- Youssou N'Dour: Olaudah Equiano
- Ciarán Hinds: Banastre Tarleton
- Toby Jones: William, hertog van Clarence

## Première
De film werd voor het eerst vertoond op het Internationaal filmfestival van Toronto van 2006 en kwam in februari-maart 2007 in de Amerikaanse en Britse bioscoop. 